# Bong (rökdon)

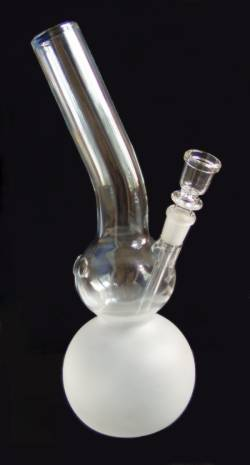
En bong

Bong är en vattenpipa avsedd för rökning av olika typer av örter, ursprungligen ett cirka 40 centimeter långt bamburör vars ena ända tillslutits och fyllts med vatten. Pipan har ett snedställt, litet huvud och ibland ett mindre hål på röret. 